# Microrregión de Cametá
La microrregión de Cametá es una de las microrregiones del estado brasileño del Pará perteneciente a la mesorregión Nordeste Paraense. Su población fue estimada en 2006 por el IBGE en 393.038 habitantes y está dividida en siete municipios. Posee un área total de 16.660,427 km².

## Municipios
- Abaetetuba
- Baião
- Cametá
- Igarapé-Miri
- Limoeiro del Ajuru
- Mocajuba
- Oeiras del Pará

- Datos: Q737129